# Ilex arimensis
Ilex arimensis är en järneksväxtart som först beskrevs av Ludwig Eduard Loesener, och fick sitt nu gällande namn av Nathaniel Lord Britton och Robert Orchard Williams. Ilex arimensis ingår i släktet järnekar, och familjen järneksväxter. Inga underarter finns listade i Catalogue of Life.